# Helena Świątek
Helena Świątek z domu Kamińska (ur. 30 czerwca 1924 w Jasionowie, zm. 1 marca 2018) – córka Teodora Kamińskiego, leśniczego z Malmanstalu (na południe od Drohobycza), którego dom był bazą dla białokurierskiej działalności przerzutowej na Węgry. Po aresztowaniu ojca, w styczniu 1940 i wcześniejszej ucieczce na Węgry zagrożonych braci Józefa i Tadeusza, została deportowana 10 lutego 1940 do rejonu Semipałatyńska (wywieziono 8 członków rodziny). Uratowała się z Armią gen. Andersa. Później zamieszkała w Kanadzie. Najprawdopodobniej była pierwowzorem „Zosi z domku Myśliwskiego w Malmanstalu”, chociaż Tadeusz Chciuk-Celt, autor „Białych Kurierów”, literacko rozbudował wspomnienia o niej. Losy Kamińskich i przypuszczenia identyfikacyjne są opisane w informacji Generał Sosabowski u „Zosi” w Malmanstalu, w czasopiśmie „Ziemia Drohobycka” z 1999 roku. Została pochowana w Calgary.